# Берг им Гау
Берг им Гау (њем. Berg im Gau) општина је у њемачкој савезној држави Баварска. Једно је од 18 општинских средишта округа Нојбург-Шробенхаузен. Према процјени из 2010. у општини је живјело 1.193 становника. Посједује регионалну шифру (AGS) 9185116.

## Географски и демографски подаци
Берг им Гау се налази у савезној држави Баварска у округу Нојбург-Шробенхаузен. Општина се налази на надморској висини од 410 метара. Површина општине износи 22,6 km². У самом мјесту је, према процјени из 2010. године, живјело 1.193 становника. Просјечна густина становништва износи 53 становника/km².